# Nyssicostylus melzeri
Nyssicostylus melzeri är en skalbaggsart som beskrevs av Chemsak och Martins 1966. Nyssicostylus melzeri ingår i släktet Nyssicostylus och familjen långhorningar.
Artens utbredningsområde är Venezuela. Inga underarter finns listade i Catalogue of Life.